# GUY〜移植病棟24時〜
『GUY〜移植病棟24時〜』（ガイ いしょくびょうとうにじゅうよじ）は、原作：加藤友朗、漫画：安藤慈朗による日本の漫画。『ビジネスジャンプ』集英社にて、2011年12号から同誌が休刊となった2011年21・22合併号まで連載。その後、『グランドジャンプ』（同社刊）に移籍して、2011年1号から2012年24号まで連載。
医療先進国・アメリカに渡って臓器移植の場で活躍する日本人医師について描いている。

## 登場人物
渡海 朗（とがい あきら）
マディソン大学メディカルセンター移植外科指導医。
日本人。移植技術が凄く、「日本から来た神の手」と呼ばれる。別名は「ドクター・ガイ」。
黒田 光二郎（くろだ こうじろう）
マディソン大学メディカルセンター移植外科フェロー。
日本人。渡海の旧友である津崎の紹介でマディソン大学に来た。
マリ・ユキムラ
マディソン大学メディカルセンター移植外科フィジシャンス・アシスタント。日系アメリカ人。子供の時に肝臓移植を受けている。
ソフィア・パークス
マディソン大学メディカルセンター臓器移植コーディネーター。イリノイ州出身。